# Anna Maria Lütken
Anna Maria (Anne Marie) Lütken (født 29. september 1916 i Årby sogn, Kalundborg, død 10. august 2001) var en dansk maler, der frem for alt huskes for sine markante figurmalerier, ofte med sin mor, bedstemor eller sig selv som model. Hun malede også naturscener, herunder landskaber fra Vendsyssel i det nordlige Jylland. Hun blev i 1956 medlem af Vrå-udstillingen og i 2008 blev hendes værker sammen med Agnete Bjerre præsenteret ved en retrospektiv udstilling i Kunstbygningen i Vrå. 

## Biografi
Anna Maria Lütken var datter af forfatteren Povline Lütken (1893–1977) og niece til Hulda Lütken. Fra 1947 studerede hun ved Det Kongelige Danske Kunstakademi under Vilhelm Lundstrøm, Kræsten Iversen og Elof Risebye, hvor hun blev færdiguddannet i 1955. Mens hun stadig studerede, udstillede hun fra 1951 sine værker og bidrog bl.a. til Charlottenborgs forårsudstillinger (1953–1975) og Vrå-Udstillingen (1953–1984).
Siden sin debut i 1951 udviklede Lütken en monumental figurstil og blev en markant bidragyder til dansk maleri. Hun brugte ofte sin mor og bedstemor som modeller, hvor hendes kvindelige figurer strakte sig over det meste af maleriets overflade. Hendes figurer kombineres normalt med udsnit af f.eks. stoleben eller en bordplade, hvilket gav hendes kompositioner en rumlig helhed. I hendes velafbalancerede opstillinger er det ofte mørkebrune, grønne og grålige sorte områder der danner kontrast til enkelte, meget lysere områder. I hendes mest bemærkelsesværdige værker arbejder hun med figurerne som udtryk for menneskelig eksistens.
Hun er især repræsenteret i samlingen på Vendsyssel Kunstmuseum samt på Brandts i Odense.

## Hæder og priser (udvalg)
- Carlsons Pris (1953)
- Eckersberg-Thorvaldsenfondet (1956-1957)
- Carlsons Legat (1958-1960)
- Statens Kunstfond (1966-1970, 1972-1974, 1976-1981, 1984, 1990-1992)
- Dronning Ingrids Romerske Fond (1977-1978)
- Eckersberg Medaillen (1982)
- LO's kulturpris (1984)

Anne Marie Lütken døde den 10. august 2001 og er begravet på Hellerup Kirkegård.

## Eksterne links
- Kunstværker af Anne Marie Lütken fra Kunstindeks Danmark